# Амді Фає
Амді Мустафа Фає (фр. Amdy Moustapha Faye, нар. 12 березня 1977, Дакар, Сенегал) — колишній сенегальський футболіст, що грав на позиції півзахисника. Виступав за національну збірну Сенегалу.

## Клубна кар'єра
Вихованець юнацької команди клубу «Монако».
У дорослому футболі дебютував 1998 року виступами за команду клубу «Осер», в якій провів п'ять сезонів, взявши участь у 81 матчі чемпіонату. 
Згодом з 2003 по 2010 рік грав у складі команд клубів «Портсмут», «Ньюкасл Юнайтед», «Чарльтон Атлетик», «Рейнджерс» та «Сток Сіті».
Завершив професійну ігрову кар'єру у клубі «Лідс Юнайтед», за команду якого виступав протягом сезону 2010—2011.

## Виступи за збірну
2001 року дебютував в офіційних матчах у складі національної збірної Сенегалу. Протягом кар'єри у національній команді, яка тривала 6 років, провів у формі головної команди країни 34 матчі.
У складі збірної був учасником чемпіонату світу 2002 року в Японії і Південній Кореї, Кубка африканських націй 2002 року в Малі, де разом з командою здобув «срібло», Кубка африканських націй 2006 року в Єгипті.

## Титули і досягнення
- Володар Кубка Франції (1):

«Осер»: 2003
- Володар Кубка Шотландії (1):

«Рейнджерс»: 2008
- Срібний призер Кубка африканських націй: 2002